# Feld-Steinquendel
Der Feld-Steinquendel (Acinos arvensis), auch Gemeiner Steinquendel genannt, ist eine Pflanzenart aus der Gattung Steinquendel (Acinos) innerhalb der Familie der Lippenblütler (Lamiaceae).

## Beschreibung und Phänologie

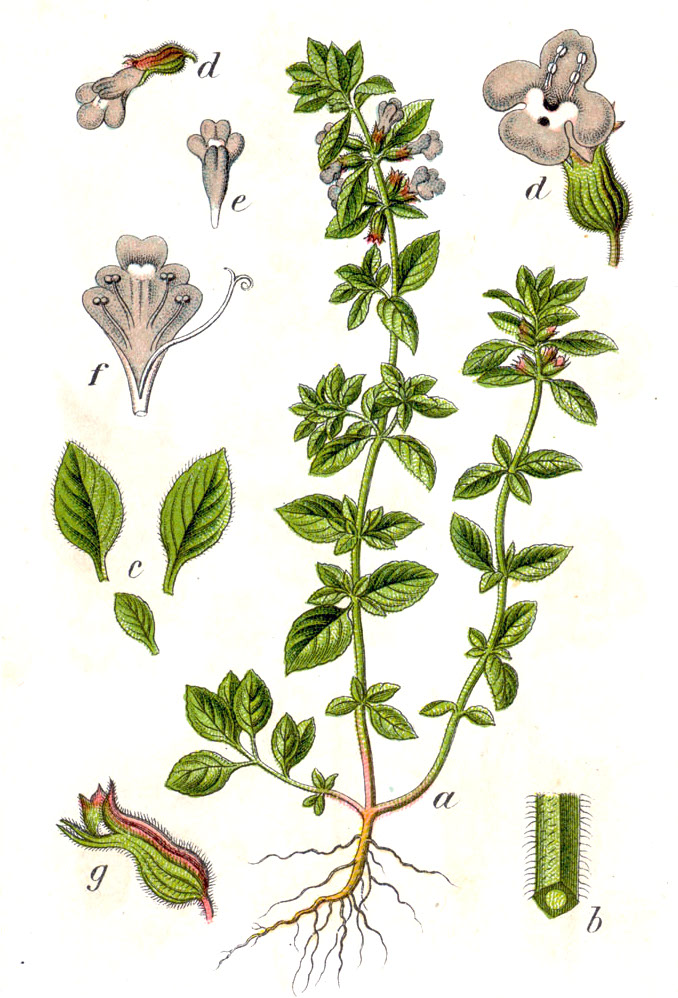
Illustration

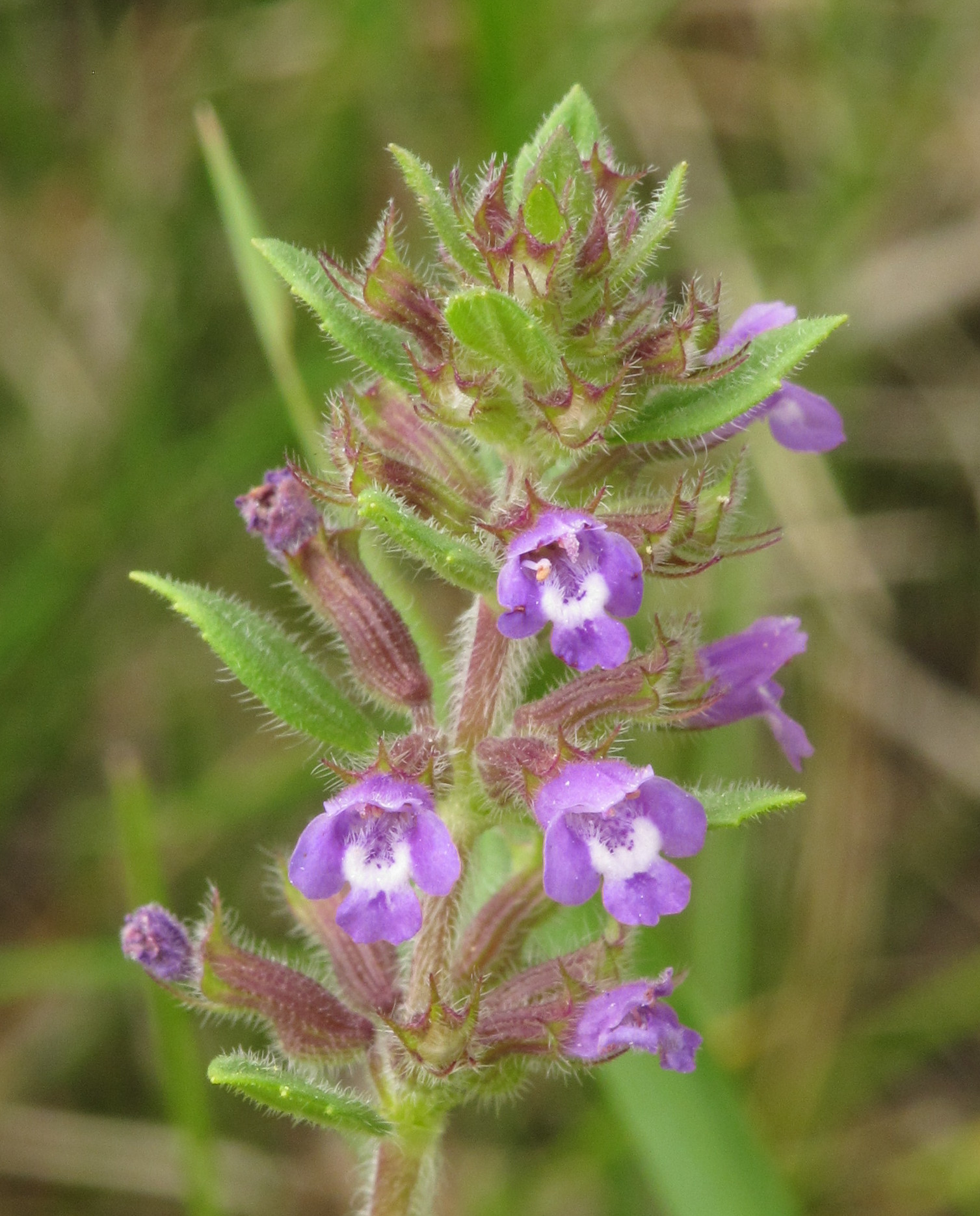
Blütenstand

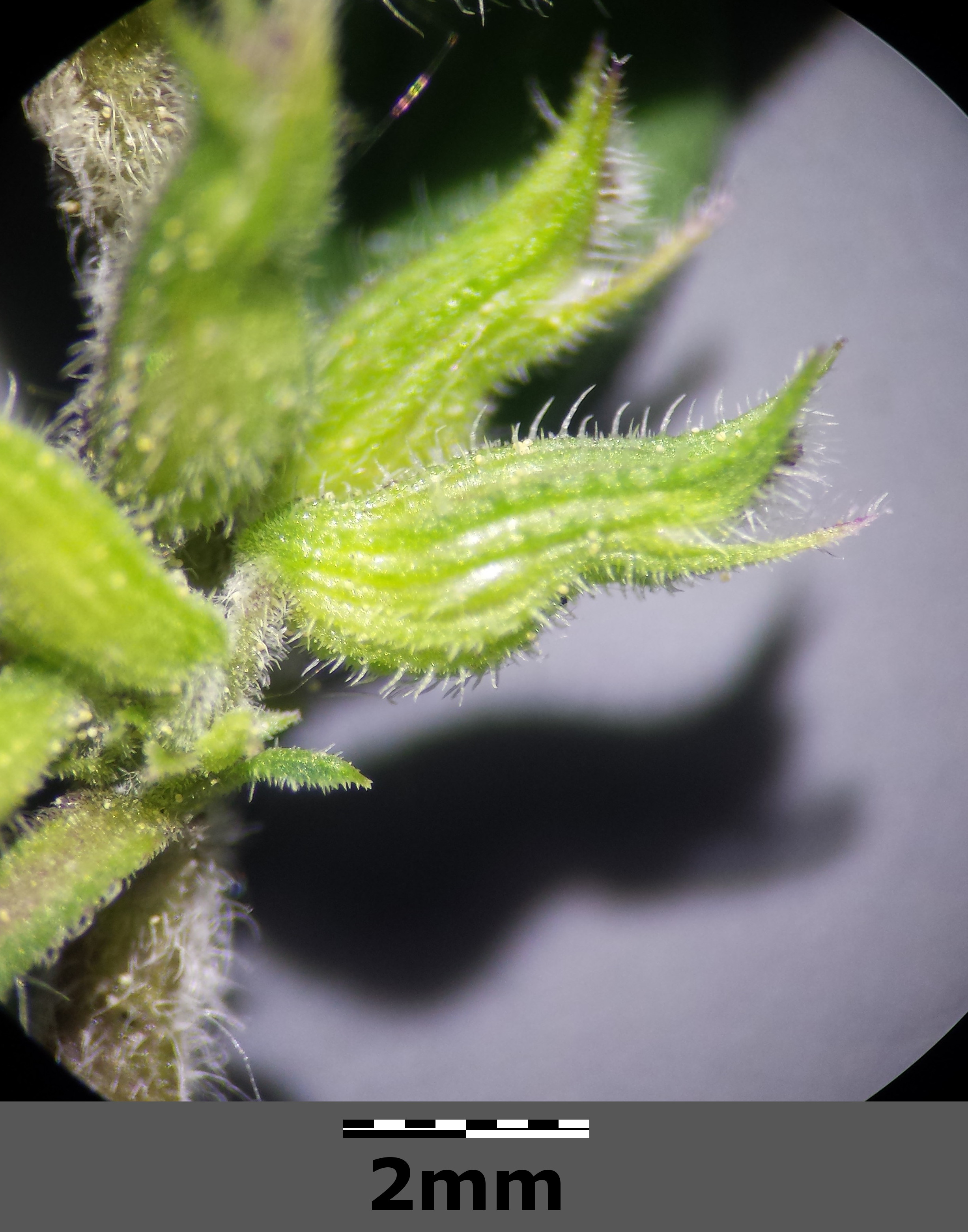
Die Kelchröhre ist gebogen und am Grund bauchig

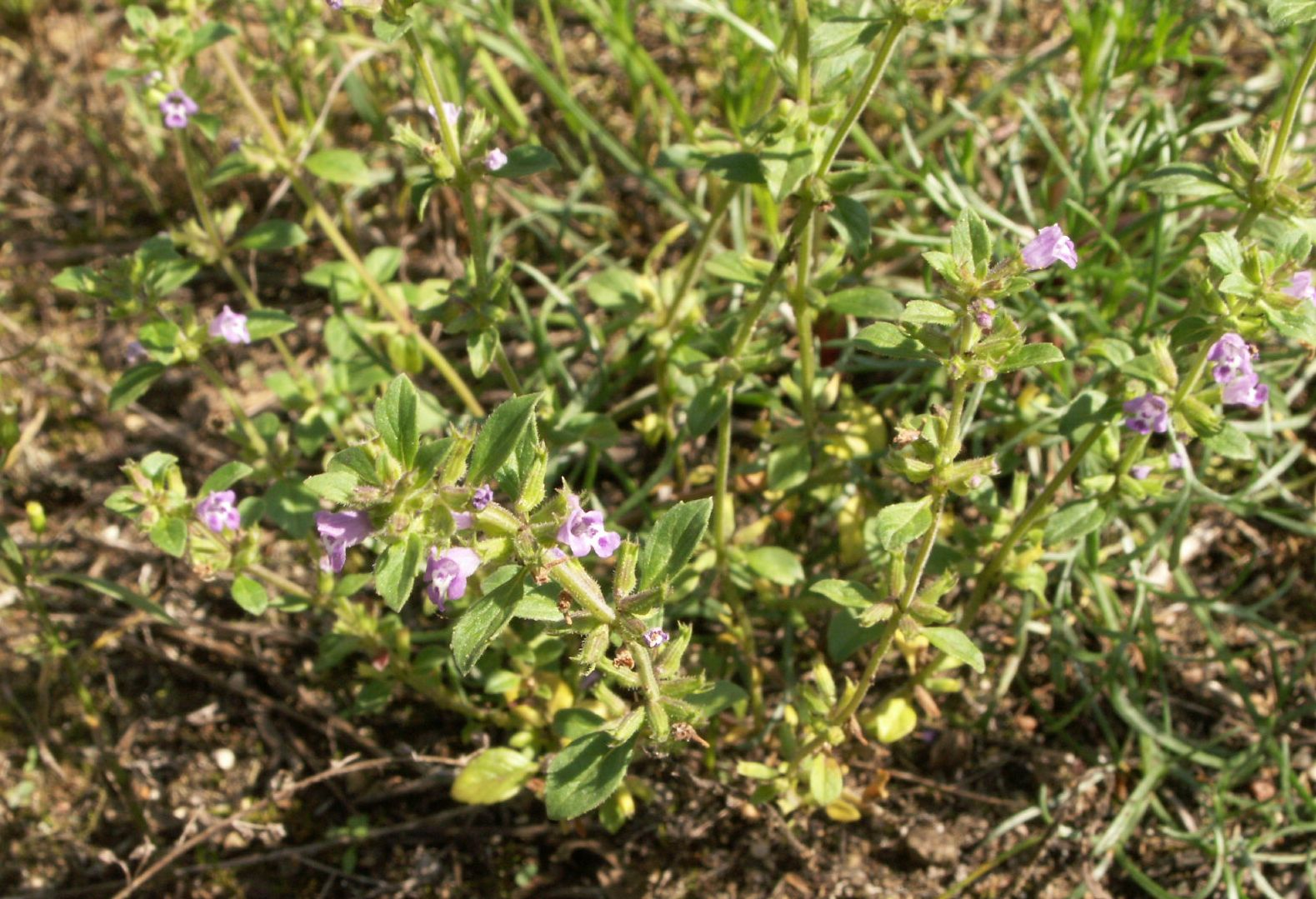
Habitus

### Vegetative Merkmale
Der Feld-Steinquendel ist eine einjährige bis mehrjährige krautige Pflanze, die Wuchshöhen von 10 bis 30 Zentimetern erreicht. Die Pflanzenteile duften angenehm aromatisch nach Minze. Er hat niederliegende bis aufsteigende Stängel.
Die relativ kleinen, kreuzgegenständigen Laubblätter sind in einen kurzen Blattstiel und Blattspreite gegliedert. Die einfache Blattspreite ist bei einer Länge von etwa 1 Zentimeter lanzettlich, oval bis elliptisch, ganzrandig und zumeist vorne gezähnt.

### Generative Merkmale
Jeweils zwei bis sechs kurz gestielte Blüten stehen in einem Scheinquirl in den oberen Blattachseln zusammen. Die zwittrigen Blüten sind zygomorph und fünfzählig mit doppelter Blütenhülle. Der schwach zweilippige Kelch ist deutlich kürzer als die Krone. Er ist 5 bis 6,5 Millimeter lang mit 13 stark vortretenden Nerven. Der Kelch ist röhrig, dicht abstehend behaart, in der unteren Hälfte stark ausgebaucht, darüber wieder verengt.
Die blaulila Krone ist 7 bis 15 Millimeter lang, rotviolett mit weißen Flecken auf der dreilappigen Unterlippe. Die Unterlippe ist fast doppelt so lang wie die zweilappige Oberlippe und hat 2 abgerundete Seitenlappen und eine gezähnelten Mittellappen.

### Phänologie
Die Blütezeit reicht von Juni bis September. Die Früchte reifen ab Juli bis Ende September.

### Chromosomenzahl
Die Chromosomenzahl beträgt 2n = 18.

## Ökologie
Der Feld-Steinquendel ist ein Therophyt oder ein Hemikryptophyt. Eine vegetative Vermehrung erfolgt durch oberirdische Ausläufer.
Die Bestäubung erfolgt durch Honigbienen, Hummelschweber und Tagfalter.
Der Fruchtkelch (mit der Frucht = Diaspore) ist geschlossen und fällt ab; im trockenen Zustand hat er innen eine Luftblase und ist schwer benetzbar. Die Ausbreitung der Diaspore erfolgt als Regenschwemmling bzw. durch Ameisen.

## Vorkommen
Das ursprüngliche Verbreitungsgebiet des Feld-Steinquendels umfasst Europa, das westliche Sibirien, Kleinasien und den Kaukasusraum und den Iran. Der Feld-Steinquendel ist beispielsweise in Nordwestafrika und in Nordamerika ein Neophyt. In Europa war er ursprünglich im Mittelmeerraum verbreitet, mittlerweile ist er nordwärts bis Skandinavien eingebürgert.
In Mitteleuropa ist er im Tiefland östlich der Elbe selten; in den Mittelgebirgen mit kalkhaltigem oder basischem Gestein tritt er zerstreut auf, ebenso in den warmen Tälern der Alpen; er steigt bis zur Laubwaldgrenze auf.
Der Feld-Steinquendel wächst auf Magerrasen, an Wegrändern und auf Schutt. Er besiedelt lückige Trockenrasen, Mauern, lückige Stellen an Wegen, er geht aber auch auf Felsen, Dünen und Dämme. Der Feld-Steinquendel gedeiht am besten auf kalkhaltigen, humusarmen, lockeren und oft sandig-grusigen Böden in sommerwarmen Lagen. Er ist in Mitteleuropa eine Charakterart der Klasse Sedo-Scleranthetea, kommt aber auch in lückiogen Pflanzengesellschaften der Klasse Festuco-Brometea vor. Er steigt im Engadin bei Ardez bis etwa 1600 Meter, in der Südschweiz bis etwa 1800 Meter Meereshöhe auf.
Die ökologischen Zeigerwerte nach Landolt et al. 2010 sind in der Schweiz: Feuchtezahl F = 1 (sehr trocken), Lichtzahl L = 4 (hell), Reaktionszahl R = 4 (neutral bis basisch), Temperaturzahl T = 4 (kollin), Nährstoffzahl N = 1 (sehr nährstoffarm), Kontinentalitätszahl K = 4 (subkontinental).

## Taxonomie
Die Erstveröffentlichung erfolgte 1753 unter dem Namen (Basionym) Thymus acinos durch Carl von Linné in Species Plantarum, 2, Seite 591. Die Neukombination zu Acinos arvensis wurde 1946 durch den englischen Botaniker James Edgar Dandy in Journal of Ecology. London, Volume 33, S. 326 veröffentlicht.
Weitere Synonyme für Acinos arvensis (Lam.) Dandy sind: Acinos thymoides Moench, Calamintha acinos (L.) Clairv. ex Gaud., Clinopodium acinos (L.) Kuntze, Satureja acinos (L.) Scheele.
Das Epitheton arvensis bedeutet „auf Äckern wachsend.“

## Illustrationen

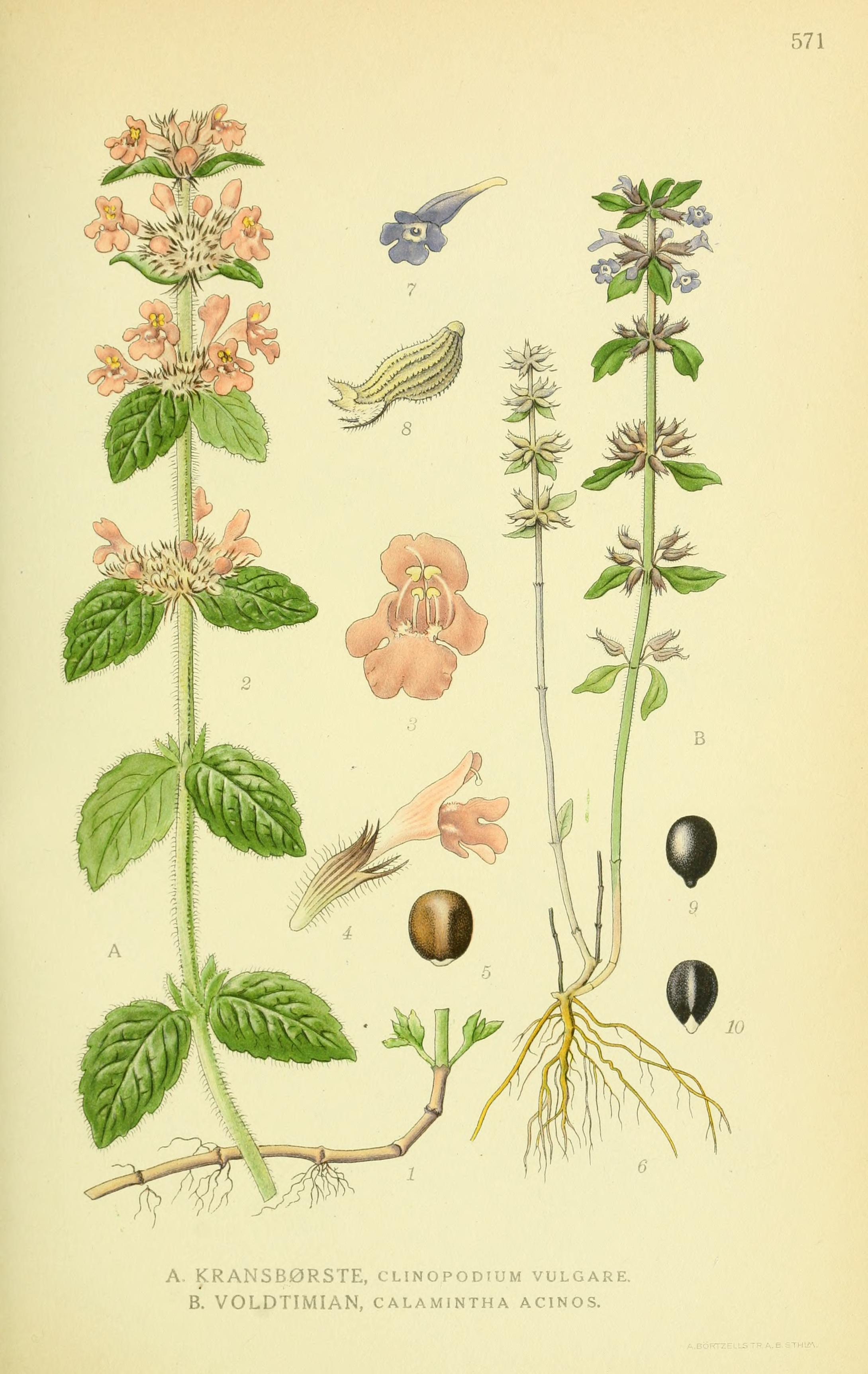
Illustration des Feld-Steinquendels (rechts) und des Wirbeldosts (links) in Billeder af nordens flora